# AUDIT (test)
Alcohol Use Disorders Identification Test (pol. Test Rozpoznawania Zaburzeń Związanych ze Spożywaniem Alkoholu) – test przesiewowy opracowany przez Światową Organizację Zdrowia w celu wykrywania ryzykownego, szkodliwego, bądź nałogowego picia alkoholu.
Test charakteryzuje się 90-procentową czułością i trafnością. Zawiera dziesięć pytań, które dotyczą trzech obszarów używania alkoholu: picia ryzykownego, szkodliwego i uzależnienia od alkoholu (picia nałogowego). Każdemu z pytań jest przypisany zestaw odpowiedzi do wyboru. Każda z odpowiedzi ma przyporządkowaną punktację (od 1 do 4). Uzyskiwana punktacja daje ostateczną sumę punktów podlegającą ocenie, czyli wynik całkowity. Test przeprowadza się w formie kwestionariusza w drodze wywiadu z osobą, a także można go wypełnić samodzielnie, jednak warunkiem trafności wyniku jest pełna uczciwość w odpowiadaniu na pytania. W przypadku nieuczciwości wyniki testu pozostają nietrafne. Z uwagi na powyższe podczas wypełniania testu konieczne jest stworzenie atmosfery bezpieczeństwa oraz wytworzenia przekonania, że test służyć ma wyłącznie dobru zainteresowanego.